# Marilyn Erskine
Marilyn Erskine (Rochester, 24 de abril de 1926) é uma atriz estadunidense. Ela apareceu em vários filmes de Hollywood no início dos anos 1950, e foi casada com o cineasta Stanley Kramer.

## Filmografia
- Westward the Women (1951) como Jean Johnson
- Above and Beyond (1952) como Marge Bratton
- The Girl in White (1952) como Nurse Jane Doe
- Just This Once (1952) como Gertrude Crome
- The Eddie Cantor Story (1953) como Ida Tobias Cantor
- A Slight Case of Larceny (1953) como Mrs. Emily Clopp
- Confidentially Connie (1953) como Phyllis Archibald